# Arvid Emanuelsson
Sven Arvid "Emma" Emanuelsson , född 25 december 1913 i Borås, Sverige, död 19 mars 1980 i Varberg, var en svensk fotbollsspelare som gjorde 35 landskamper och var uttagen i den svenska truppen till OS 1936. Här spelade han i den för Sverige så nesliga matchen mot Japan där man åkte på en av svensk fotbolls största bakslag i och med den oväntade 3-2-förlusten. Resultatet innebar att OS var över för Sveriges del - efter 1 spelad match.
Emanuelsson, som under större delen av sin klubbkarriär tillhörde IF Elfsborg där han också blev svensk mästare tre gånger, spelade under åren 1935-46 sammanlagt 35 landskamper på vilka han gjorde ett mål. I Elfsborg var han under nära 15 år given i förstaelvan och i Elfsborgs Jubileumsbok från 2004 återfinns Emanuelsson följdriktigt på en mittbacksplats i "Århundradets lag".

## Meriter

### I landslag
Sverige
- Uttagen till OS (1): 1936
- 35 landskamper, 1 mål

### I klubblag
IF Elfsborg
- Svensk mästare (3): 1935/36, 1938/39, 1939/40

### Individuellt
- Mottagare av Stora grabbars märke, 1939
- Uttagen som mittback i IF Elfsborgs "Århundradets lag"

### Webbsidor
- Arvid Emanuelsson på Sveriges Olympiska Kommittés webbplats
- Profil på sports-reference.com
- Lista på landskamper, svenskfotboll.se, läst 2013 02 20